# Выборы в Совет народных депутатов Кемеровской области (2018)
Выборы депутатов Совета народных депутатов Кемеровской области пятого созыва состоялись 9 сентября 2018 года в единый день голосования.
Выборы прошли по смешанной избирательной системе.

## Правовая основа выборов
В соответствии с Уставом Кемеровской области Совет народных депутатов избирается сроком на пять лет и состоит из 46 депутатов, при этом:
(в ред. Закона Кемеровской области от 27.06.2011 N 78-ОЗ)
1) 23 депутата избираются по одномандатным избирательным округам, которые образуются на территории Кемеровской области, на основе средней нормы представительства избирателей, определяемой как частное от деления числа избирателей, зарегистрированных на территории Кемеровской области, на число депутатских мандатов (23);(в ред. Законов Кемеровской области от 27.06.2011 N 78-ОЗ, от 29.12.2014 N 142-ОЗ)
2) 23 депутата избираются по единому областному избирательному округу пропорционально числу голосов избирателей, поданных за единые списки кандидатов, выдвинутые избирательными объединениями.. Для попадания в парламент партиям необходимо преодолеть 5%-й барьер. При распределении мандатов внутри списка, сначала распределяются мандаты общей части списка, затем мандаты получают кандидаты от территориальных групп (расположенных в соответствующих одномандатных округах), по количеству полученных группой голосов. Срок полномочий парламента шестого созыва — пять лет.

## Обеспечение выборов
Одновременно прошли выборы губернатора Кемеровской области и мэра Новокузнецк, 9 горсоветов, 9 райсоветов, 3 советов поселений, а также довыборы по округу в горсовет и райсовет.
На 1 июля 2018 года в Кемеровской области было зарегистрировано 2 021 359 избирателей
Емельянов Юрий Петрович являлся Председателем Областной избирательной комиссии до 10 июня 2018 года. После 10 июня его сменил на этом посту Батырев Пётр Евгеньевич.

## Ключевые даты
- 5 июня 2018 года Совет народных депутатов Кемеровской области назначил выборы на 9 сентября 2018 года (единый день голосования)[1]
  - 8 июня решение о назначении выборов опубликовано в СМИ.
- 13 июня избирательная комиссия утвердила календарный план мероприятий по подготовке и проведению выборов.
- с 8 июня по 3 июля — период выдвижения кандидатов и списков.
  - агитационный период начинается со дня выдвижения и заканчивается и прекращается за одни сутки до дня голосования.
- до 25 июля — период представления документов для регистрации кандидатов и областных списков.
- с 11 августа по 7 сентября — период агитации в СМИ.
- 8 сентября — день тишины.
- 9 сентября — день голосования.

## Участники
- Единая Россия выдвинула список 4 июля 2018 года. Лидер списка Цивилёв, Сергей Евгеньевич в общеобластной группе. Кроме него в списке 68 человек в 23 региональных группах.
- КПРФ выдвинула список 6 июля 2018 года. Лидер списка Мухин, Николай Павлович. Кроме него в списке 53 человек в 23 региональных группах.
- ЛДПР выдвинула список 6 июля 2018 года. Первая тройка: Жириновский, Диденко, Карпов. Кроме них в списке 58 человек в 23 региональных группах.
- Партия Патриоты России выдвинула список 6 июля 2018 года. Первая тройка Скворцов, Гоменюк, Боков. Кроме них 34 человека в 17 региональных группах.
- Справедливая Россия выдвинула список 6 июля 2018 года. Первая двойка: Протас, Ващенко. Кроме них 62 человека в 23 региональных группах
- К 10 июля было выдвинуто по одномандатным округам кандидаты от КПРФ (20), Единой России (23), ЛДПР (21), Справедливой России (22), Партии Роста (1, утратил статус), Яблока (2), самовыдвиженцы (31).

Зарегистрировано 19 кандидатов КПРФ, 23 ЕР, 18 ЛДПР, 21 СР, 17 самовыдвиженцев.

## Социология
| Дата               | Источник | ЕР   | ЛДПР | КПРФ | СР  | ПР  | Испорчу бюллетень | Не пойду на выборы | Затрудняюсь ответить |
| ------------------ | -------- | ---- | ---- | ---- | --- | --- | ----------------- | ------------------ | -------------------- |
|                    |          |      |      |      |     |     |                   |                    |                      |
| 27-31 августа 2018 | ФОМ      | 39 % | 12 % | 8 %  | 3 % | 1 % | 1 %               | 14 %               | 23 %                 |

## Результаты

### Результаты по общерегиональному округу
| Территориальная группа                   | Патриоты России | Справедливая Россия | ЛДПР  | КПРФ  | ЕР    | Всего |
| ---------------------------------------- | --------------- | ------------------- | ----- | ----- | ----- | ----- |
| 1 Анжеро-Судженский округ                | 5592            | 5847                | 5193  | 4838  | 43218 | 64688 |
| 2 Юргинский городской округ              | 4419            | 3857                | 4210  | 5767  | 54609 | 72862 |
| 3 Кемеровский районный округ             | 3613            | 6696                | 5614  | 9015  | 43603 | 68541 |
| 4 Промышленновский округ                 | 4495            | 4041                | 2892  | 3280  | 51885 | 66593 |
| 5 Мариинский округ                       | 813             | 2196                | 10378 | 3128  | 47499 | 64014 |
| 6 Заводской Кемеровский округ            | 4959            | 6841                | 4797  | 10947 | 42908 | 70452 |
| 7 Кировский Кемеровский округ            | 6433            | 7068                | 5978  | 8463  | 43257 | 71199 |
| 8 Ленинский Кемеровский округ            | 4300            | 6624                | 5107  | 8795  | 35087 | 59913 |
| 9 Центральный Кемеровский округ          | 3903            | 4852                | 4043  | 6371  | 19672 | 38841 |
| 10 Ленинск-Кузнецкий округ               | 4985            | 7433                | 3300  | 6065  | 53381 | 75164 |
| 11 Беловский районный округ              | 2763            | 4415                | 5554  | 5964  | 43360 | 62056 |
| 12 Беловский городской округ             | 4149            | 3396                | 7643  | 4420  | 56436 | 76044 |
| 13 Киселевский округ                     | 3846            | 4218                | 4957  | 6386  | 40790 | 60197 |
| 14 Прокопьевский рудничный округ         | 2924            | 4749                | 5247  | 5335  | 45021 | 63276 |
| 15 Прокопьевский районный округ          | 2832            | 4090                | 5985  | 5199  | 46098 | 64204 |
| 16 Заводской Новокузнецкий округ         | 771             | 2750                | 9036  | 4265  | 13079 | 29901 |
| 17 Куйбышевский Новокузнецкий округ      | 1598            | 3236                | 6047  | 4781  | 21242 | 36904 |
| 18 Орджоникидзевский Новокузнецкий округ | 2613            | 3895                | 6759  | 5574  | 27037 | 45878 |
| 19 Центральный Новокузнецкий округ       | 1009            | 3732                | 6104  | 5612  | 10511 | 26968 |
| 20 Новоильинский Новокузнецкий округ     | 1549            | 3195                | 6589  | 5084  | 22208 | 38625 |
| 21 Таштагольский округ                   | 1077            | 3019                | 7250  | 4670  | 39611 | 55627 |
| 22 Мысковский округ                      | 3486            | 5207                | 4729  | 4038  | 46310 | 63770 |
| 23 Междуреченский округ                  | 855             | 3164                | 7176  | 5706  | 11490 | 28391 |

Избраны по общерегиональному округу:
КПРФ
- Мухин, Николай Павлович (Общерегиональный список)
- Грунтовая, Екатерина Вячеславовна (Территориальная группа № 6)

Единая Россия
- Цивилёв, Сергей Евгеньевич (отказался от мандата 10 сентября 2018 года)
- Казачков, Михаил Александрович, Горбачев, Михаил Геннадьевич (Территориальная группа № 1)
- Ибрагимов, Радомир Закирович (Территориальная группа № 2)
- Кузьмин, Дмитрий Геннадьевич, Колпинский, Глеб Иванович (Территориальная группа № 3)
- Борисов, Василий Викторович (Территориальная группа № 4)
- Григорьев, Сергей Сергеевич (Территориальная группа № 5)
- Федорова, Ирина Федоровна (Территориальная группа № 6)
- Кошелев, Игорь Степанович (Территориальная группа № 7)
- Ганиева, Ирина Александровна, Панькова, Анастасия Юрьевна , Иванов, Андрей Викторович (Территориальная группа № 8)
- Репина, Дарья Яковлевна (Территориальная группа № 10)
- Харитонов, Виктор Владимирович (Территориальная группа № 11)
- Шмакова, Валентина Ивановна (Территориальная группа № 12)
- Геворгян, Тереза Андраниковна (Территориальная группа № 13)
- Аннаев, Довран Ханмедович (Территориальная группа № 14)
- Бусыгин, Сергей Юрьевич (Территориальная группа № 15)
- Янькин, Дмитрий Валерьевич (Территориальная группа № 18) (с 16 апреля 2020)
- Баранов, Сергей Липатович (Территориальная группа № 21)
- Шабалин, Евгений Евгеньевич, Букина, Татьяна Васильевна  (Территориальная группа № 22) (до 16 апреля 2020)

ЛДПР
- Жириновский, Владимир Вольфович (Общерегиональный список, отказался от мандата 18 сентября 2018)
- Диденко, Алексей Николаевич (Общерегиональный список, отказался от мандата 18 сентября 2018)
- Карпов, Станислав Артурович  (Общерегиональный список)  (до 30 апреля 2020 года)
- Клейстер, Роман Юрьевич (Территориальная группа № 5)
- Правдин, Кирилл Дмитриевич (с 30 апреля 2020 года)- Территориальная группа № 20

Патриоты России
- Скворцов, Юрий Петрович (Общерегиональный список)

Справедливая Россия
- Протас, Татьяна Владимировна (Общерегиональный список)
- Ващенко, Сергей Николаевич (Общерегиональный список) (до 2021 года)
- Пронин, Владимир Григорьевич  (Территориальная группа № 19)  (c2021 года)

### Результаты по одномандатным округам
| Одномандатный округ                | Состав                                                             | Избран                                                               | Партия                      |
| ---------------------------------- | ------------------------------------------------------------------ | -------------------------------------------------------------------- | --------------------------- |
| 1 Анжеро-Судженский                | Анжеро-Судженск, Ижморский и Яйский районы.                        | Худяков, Михаил Валерьевич                                           | Единая Россия               |
| 2 Юргинский городской              | Юрга, Ижморский район и Тайга                                      | Игошев, Валерий Михайлович                                           | Единая Россия               |
| 3 Кемеровский                      | г Березовский, Кемеровский и Крапивинский район                    | Лазовская, Наталья Сергеевна                                         | Единая Россия               |
| 4 Промышленновский                 | Промышленновский, Топкинский район и Юргинский районы              | Майер, Роман Владимирович                                            | Единая Россия               |
| 5 Мариинский                       | Мариинский, Чебулинский, Тяжинский и Тисульский районы             | Зеленин, Алексей Анатольевич                                         | Единая Россия               |
| 6 Заводской-Кемеровский            | Заводской и часть Ленинского районов Кемерово                      | Вишневский, Андрей Николаевич                                        | Единая Россия               |
| 7 Кировский-Кемеровский            | Кедровка и Кировский часть Рудничного районов Кемерова             | Дерябин, Юрий Сергеевич                                              | Единая Россия               |
| 8 Ленинский-Кемеровский            | частично Ленинский район Кемерова                                  | Петров, Вячеслав Анатольевич                                         | Единая Россия               |
| 9 Центральный-Кемеровский          | Центральный и часть Заводского и часть Рудничного Кемерова         | Венгер, Константин Геннадьевич Вильчиков, Владимир Иванович с 8.9.19 | Единая Россия Единая Россия |
| 10 Ленинск-Кузнецкий городской     | Ленинск-Кузнецкий и Полысаево                                      | Понизов, Александр Владимирович                                      | Единая Россия               |
| 11 Беловский-Районный              | Гурьевск и Краснобродский, Беловский и Ленинск-Кузнецкий районы    | Доценко, Константин Анатольевич                                      | Единая Россия               |
| 12 Беловский-Городской             | Белово                                                             | Приезжев, Николай Сергеевич                                          | Единая Россия               |
| 13 Киселевский                     | Киселевск                                                          | Галкин, Леонид Андреевич                                             | Единая Россия               |
| 14 Прокопьевский-Рудничный         | Рудничный район Прокопьевска                                       | Рубан, Сергей Викторович Звягинцев, Андрей Владимирович с 13.9.2020  | Единая Россия               |
| 15 Прокопьевский-Районный          | Центральный и Зенковский районы Прокопьевска, Прокопьевский районы | Филимонов, Алексей Леонидович                                        | Единая Россия               |
| 16 Заводской-Новокузнецкий         | Заводской и часть Кузнецкого района Новокузнецка                   | Говор, Роман Александрович                                           | Единая Россия               |
| 17 Куйбышевский-Новокузнецкий      | Куйбышевский часть Центрального района Новокузнецка                | Юрьев, Алексей Борисович                                             | Единая Россия               |
| 18 Орджоникидзевский-Новокузнецкий | Орджоникидзевский часть Кузнецкого района Новокузнецка             | Варфоломеев, Никита Александрович                                    | Единая Россия               |
| 19 Центральный-Новокузнецкий       | частично Центральный район Новокузнецка                            | Ившин, Евгений Викторович                                            | Единая Россия               |
| 20 Новоильинский-Новокузнецкий     | Новоильинский и часть Центрального района Новокузнецка             | Эйрих, Андрей Александрович                                          | Единая Россия               |
| 21 Таштагольский                   | Таштагольский район, Калтан и часть Новокузнецкого района          | Денякин, Андрей Анатольевич                                          | Единая Россия               |
| 22 Мысковский                      | Мыски, Осинники и часть Новокузнецкого района                      | Шейбак, Юрий Владимирович Редькин, Алексей Сергеевич с 19.09.21      | Единая Россия               |
| 23 Междуреченский                  | Междуреченск                                                       | Баканяев, Сергей Никифорович                                         | Единая Россия               |

### Общие итоги
| Партия                | По единому списку | По единому списку | По единому списку | Мандатов по одномандатным округам | Мандатов всего | % от числа избранных депутатов |
| Партия                | Подано голосов    | Доля голосов      | Мандатов          | Мандатов по одномандатным округам | Мандатов всего | % от числа избранных депутатов |
| «Единая Россия»       | 851 973           | 64,31 %           | 16                | 23                                | 39             | 84,78 %                        |
| «ЛДПР»                | 133 757           | 10,10 %           | 2                 | 0                                 | 2              | 4,34 %                         |
| КПРФ                  | 133 430           | 10,07 %           | 2                 | 0                                 | 2              | 4,34 %                         |
| «Справедливая Россия» | 104 214           | 7,87 %            | 2                 | 0                                 | 2              | 4,34 %                         |
| Патриоты России       | 72 764            | 5,87 %            | 1                 | 0                                 | 1              | 2,17 %                         |
| Самовыдвиженцы        | -                 | -                 | -                 | 0                                 | 0              | 0 %                            |
| Итого                 | 1 296 138         | 100 %             | 23                | 23                                | 46             | 100 %                          |

## Предвыборная агитация
8 августа 2018 года состоялась жеребьёвка рекламного времени кандидатов по одномандатным округам в средствах массовой информации. Кандидаты и уполномоченные представители кандидатов разыграли печатную площадь в областной газете «Кузбасс» и тайм-слоты эфирного времени "Государственной телевизионной и радиовещательной компании «Кузбасс» и Губернским телевизионным и радиовещательным каналом «Кузбасс».

## Формирование парламента
14 сентября 2018 года были избраны председатель и заместитель председателя облсовета, а также представители в Совете Федерации, 18 сентября сформированы фракции ЕР, СР, ЛДПР, КПРФ, Патриотов России.

## Довыборы
В Единый день голосования 2019 года проведены довыборы по 9 округу. Участвовали представители ЕР, КПРФ, ЛДПР, Патриотов России.
В Единый день голосования 2020 года проведены довыборы по 14 округу. Участвовали представители ЕР, ЛДПР, СР, Патриотов России.
В Единый день голосования 2021 года проведены довыборы по 22 округу. Участвовали представители ЕР, КПРФ, ЛДПР и СРПЗП.
Во всех трёх случаях победили представители ЕР.
10 июня 2023 года были назначены новые выборы в Совет народных депутатов Кемеровской области.